# Juan Migel Orkolaga
Juan Miguel Orcolaga Legarra (Hernani, Guipúzcoa, 1 del octubre de 1863 - Igeldo, Guipúzcoa, 2 del septiembre de 1914) meteorólogo y sacerdote jesuita famoso por crear el observatorio meteorológico de Igeldo. Dio especial importancia al uso del método barométrico, pero añadió mucha intuición. Algunos han criticado su método exageradamente empírico.

## Vida
Nacido en Hernani, de frágil salud en la infancia y buscando un mejor clima para esta, de joven fue a Buenos Aires y allí comenzó los estudios de sacerdote. En los años 80 del siglo XIX vuelve al País Vasco y sigue sus estudios en el Seminario de Vitoria. Hechos los votos le destinaron a la parroquia de Beizama (Guipúzcoa).
A partir del año 1893 está en Zarauz destinado como sacerdote y allí comenzarían sus primeras observaciones meteorológicas rigurosas. Creó un pequeño observatorio gracias al cual pudo prever, por primera vez, una galerna: la del 15 de noviembre de 1900. Con esta predicción se pudo salvar muchas vidas.
En 1901 prepara un informe que presenta a la Diputación Foral de Guipúzcoa a favor de la creación de un observatorio meteorológico en la provincia. Finalmente en 1905 inició la andadura el observatorio de Igueldo cuyo primer gran éxito de trabajo fue prever la terrible galerna del 14 de agosto de 1912 gracias al cual se salvaron muchos pescadores guipuzcoanos pero en la que murieron 143 pescadores vizcaínos.